# Ricardo de Ángel
Ricardo de Ángel Yágüez (Sestao, 9 de julio de 1942-15 de abril de 2024), fue un jurista, civilista y catedrático de Derecho civil de la Universidad de Deusto y abogado español.

## Biografía
Nació en el municipio vizcaíno de Sestao, donde estudió la educación primaria y secundaria. Estudió Bachilerato en Bilbao y obtuvo el Premio Extraordinario de Bachillerato. Se lincenció en Derecho en la Universidad de Deusto en 1965 y se doctoró en Derecho en la Universidad de Granada en 1967.
Fue profesor ayudante de Derecho civil en la Universidad de Granada hasta 1967, año en que se convirtió en profesor de Derecho Civil de la Universidad de Deusto y catedrático desde 1972. Se jubiló en 2011 y fue nombrado Catedrático emérito de la referida Universidad. Conocido civilista, ha tenido como discípulos a Andrés Urrutia o Lorenzo Goikoetxea.

## Premios
- Cruz de Honor de la Orden de San Raimundo de Peñafort en 1982
- Insignia de oro del Ayuntamiento de Sestao en 2006.

## Sociedades a las que pertenece
Es socio de la Sociedad de Estudios Vascos, del Círculo Vasco y de la Real Sociedad Bascongada de los Amigos del País, y miembro de la Academia Vasca de Derecho y de la de la Asociación Española para el estudio del Derecho europeo. También ha sido miembro de la Junta Electoral.